# Isaac Smith
Isaac Smith (1752 Londýn, Anglie – 2. července 1831 Merton) byl admirál britského královského námořnictva Royal Navy. Smith byl bratrancem Elizabeth, manželky kapitána Jamese Cooka, se kterým se zúčastnil dvou průzkumných cest po jižním Pacifiku. Smith byl prvním Evropanem, který vkročil na území východní Austrálie a jako první také připravil průzkumné mapy různých tichomořských ostrovů a pobřeží, včetně Ohňové země v Jižní Americe.

## Životopis
Isaac Smith se narodil v Londýně v roce 1752 jako nejstarší ze sedmi dětí Karla a Hannah Smithových. Byl bratrancem manželky Jamese Cooka Elizabeth. Do námořní služby nastoupil v roce 1767 ve věku třinácti let. Rodinné kontakty mu zabezpečily rychlý postup na pozici schopného námořníka na palubě HMS Grenville pod Cookovým velením na průzkumné plavbě podél západního pobřeží Newfoundland. Dne 27. května 1768 byl převelen na druhou Cookovu loď, na HMS Endeavour. To bylo před Cookovou výpravou do Pacifiku roku 1769, kde měl Cook za úkol pozorovat přechod Venuše přes Slunce. Poté bylo jeho úkolem prozkoumat jižní Pacifik a hledat předpokládanou Terra Australis Incognita (neznámá jižní zem).

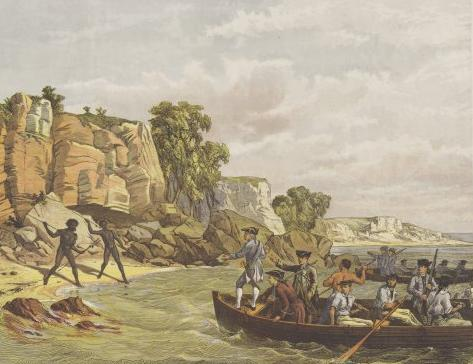
Isaac Smith (druhý zleva v lodi, v červeném kabátě) se připravuje vkročit na břeh v Botany Bay. Duben 1770, Cookovo přistání v Botany Bay. Litografie neznámého umělce, poprvé zveřejněná ve Městském a venkovském deníku Nový Jižní Wales, 21. prosince 1872.

### S Cookem v Pacifiku
Smith odplul s Cookem na Tahiti, poté na Nový Zéland a podél východního pobřeží Austrálie. Dne 28. dubna 1770 se stal prvním Evropanem, který vkročil na australskou půdu. Cook mu řekl: „Issacu, vyskoč!“ když se příď člunu dotkla pobřeží u Botany Bay. O měsíc později, 23. května 1770, poté, co James Magra zrušil podezření, že Smith napadl Cookova úředníka, byl povýšen do hodnosti „midshipman“ (tedy zkušený námořník, odpovídající za střední palubu lodi. Tato hodnost byla postupně rušena začátkem 18. století.)
V květnu 1771 zemřel na tuberkulózu Zachary Hickes, který zastával funkci druhého důstojníka na Cookově lodi. Na jeho místo byl povýšen Charles Clerke. Isaac Smith tak převzal Clerkovo místo a po zbytek cesty se osvědčil. Cook ho označil v dopise na Secretary of the Admiralty z roku 1772 za výborného námořníka. Napsal, že Smith „pro mě byl velmi užitečný při přípravě průzkumů, kreseb a map, ve kterých je velmi znalý.“
Smith odplul znovu s Cookem v roce 1772 jako velitel a palubní důstojník na palubě HMS Resolution. Během plavby pomáhal prvnímu důstojníkovi Josephovi Gilbertovi při kreslení map pro Cooka a mapových přehledů, včetně jedné z prvních zaznamenaných map Tierry del Fuego v roce 1773. Smithův umělecký talent byl také demonstrován akvarelem zobrazujícím ledovec. Obraz Smith namaloval v roce 1773 kdy se HMS Resolution plavila blízko Antarktidy. Po návratu Cook znovu chválil Smitha a sdělil admiralitě: „Smith je mladý muž vychovaný na moři pod mou péčí a byl pro mě opravdu velkým pomocníkem při tvorbě map, a to jak na této, tak i na mé dřívější plavbě.“

### Smith velitel
V roce 1775 se loď HMS Resolution vrátila do Anglie. Smith byl povýšen na poručíka a byl pověřen velením na vojenské plachetnici HMS Weazel s 16 děly. Post velitele na této lodi zastával dva roky. V prosinci 1787 byl povýšen na kapitána a dostal velení na fregatě HMS Perseverance, vybavené 36 děly. Budoucí admirál John Surman Carden byl členem Smithovy posádky v letech 1787 až 1793, v době před jeho převelením na loď HMS Marlborough. HMS Marlborough byla 74dělová loď třetího stupně řady Royal Navy, postavená v docích v Deptfordu. Poprvé byla uvedena do provozu v roce 1771. Byla jednou z třídy Ramillies postavené za účelem aktualizace námořnictva a výměny lodí ztracených po sedmileté válce. Jako kapitán HMS Perseverance byl Smith přidělen do tzv. východní flotily „East Indies Station“ pod velením admirála sira Williama Cornwallise a podílel se na zajetí francouzské fregaty Résolue na moři v roce 1791 během bitvy o Tellicherry, krátce před vypuknutím první z francouzských revolučních válek.

### Další život
Navzdory tomuto úspěchu a pokračujícímu ocenění jeho nadřízených se Smithovy dny v aktivní službě blížily ke konci. V roce 1794 se nakazil hepatitidou a jeho špatné zdraví mu postupně bránilo v plnění velitelských povinností. V letech 1804 nebo 1807 požádal o povýšení na admirála a vrátil se do Anglie, aby odešel do důchodu.
Zpočátku po odchodu důchodu bydlel s Cookovou vdovou Elizabeth. V roce 1820 zdědil po svém švagrovi panství Merton Abbey v Mertonu, Surrey. Dělil pak svůj čas mezi tyto dva domovy až do své smrti 2. července 1831. Zemřel ve věku 78 let.
Ve své závěti odkázal částku 700 liber církvi Panny Marie v Mertonu, s cílem podporovat chudé farníky. V místním kostele stojí pomník Isaaca Smitha, původně financovaný Elizabeth Cookovou.